# رفع الثدي
رفع الثدي (أو تثبيت الثدي) هو إجراء جراحي تجميلي للثدي يرفع الثدي المترهل على جدار صدر المرأة عن طريق تغيير وتعديل حجم الثديين ومحيطهما وارتفاعهما. في جراحة شد الثدي لإعادة إنشاء بنية نصف كروية متناسبة من الناحية الجمالية للمرأة، يكون الاعتبار التصحيحي الحاسم هو قابلية استمرار وظيفة أنسجة منطقة الحلمة والهالة (NAC)؛ لضمان وظيفة الثدي في إنتاج وإفراز الحليب والرضاعة الطبيعية.
إجراء تصحيح شد الصدر المترهل هو عملية جراحية تقطع وتزيل الأنسجة الزائدة (الغدية، والدهنية، والجلد)، والأربطة المعلقة المترهلة، والجلد الزائد فوق الثدي، وتنقل معقد الحلمة والهالة إلى أعلى نصف كرة الثدي. في الممارسة الجراحية، يمكن إجراء عملية رفع أو تثبيت الثدي كإجراء منفصل لرفع الثدي، وكجراحة ثانوية ضمن إجراء مشترك لتكبير الثدي.
إضافة لذلك، تُطبق أيضًا تقنيات جراحة تثبيت الثدي لتصغير الثدي، وهي جراحة تصحيحية للثدي كبير الحجم. من الناحية النفسية، لا يُشار إلى إجراء رفع الثدي لتصحيح تدلي الثدي أن له أسباب طبية أو جسدية، ولكن تكمن أهميته من خلال تحسين الصورة الذاتية للمرأة؛ والذي يُعتبر مزيجًا من متطلبات الصحة الجسدية والجمالية والعقلية.

## المريضة
مريضة رفع الثدي عادة هي المرأة التي ترغب في استعادة البنية نصف الكروية لثديها (الارتفاع والحجم والمحيط)، نتيجة فقدان الحجم الذي حدث بعد الولادة نتيجة الدهون وأنسجة الغدد اللبنية. تحدد المؤشرات السريرية الموجودة (من درجة تراخي أربطة كوبر المعلقة والجلد المغلف للثدي من خفيف إلى معتدل إلى شديد إلى تدلٍ كاذب) الطريقة الجراحية الترميمية المطبقة لشد الثدي. يمكن تصحيح تدلي الثدي من الدرجة الأولى (الخفيف) فقط بتكبير الثدي الجراحي أو غير الجراحي. يمكن تصحيح تدلي الثدي الشديد بتقنيات شد الثدي، مثل نمط المرساة، وشق T المقلوب، ونمط المصاصة، والتي تُطبق من خلال شقوق جراحية أفقية وعمودية تنتج ندبة حول الهالة عند محيط (حافة) معقد الحلمة والهالة (NAC)، وندبة عمودية، تنحدر من الهامش السفلي للهالة إلى الندبة الأفقية في الطية تحت الثدي، حيث يلتقي الثدي بجدار الصدر. تُعتبر هذه الندوب الجراحية مساوئ جمالية هامة لعملية تثبيت الثدي.

## تدلي الثدي
الأسباب
الجاذبية هي السبب الأكثر شيوعًا لتدلي أو ترهل الثدي.
- يحدث الترهل عند المرأة الشابة ذات الثديين الكبيرين لأن حجم ووزن الصدر غير متناسبين مع نمط الجسم، وبسبب المرونة الكبيرة للغلاف الجلدي الرقيق والفتي لكل ثدي.
- يحدث تدلي الثدي عند النساء في منتصف العمر عادةً بسبب التغيرات الهرمونية بعد الولادة في جسم الأم (مثل نضوب الأنسجة الدهنية وضمور الغدد اللبنية) ونقص مرونة غلاف الجلد الذي يتمدد بشكل مفرط بسبب الاحتقان أثناء الرضاعة.
- يتفاقم تدلي الثدي عند النساء بعد انقطاع الطمث بسبب عدم مرونة الجلد المسن والمتمدّد.[5]

الفيزيولوجيا المرضية والتظاهرات
أثناء مسار حياة المرأة، يتغير ثدييها في الحجم والضخامة، إذ يصبح غلاف الجلد أقل مرونة، وتترهل أربطة كوبر المعلقة للثدي؛ مما يؤدي إلى تزول الثدي إلى الأسفل مع مركب الحلمة والهالة (NAC). بالإضافة إلى تدلي الأنسجة، سيؤدي نقص حجم الغدد اللبنية الضخمة في الثدي بعد الولادة إلى تفاقم ارتخاء الأربطة المعلقة والغلاف الجلدي غير المرن الذي تمدد فوق طاقته. يصحح تثبيت الثدي التغيرات الجسدية التنكسية المذكورة عن طريق رفع أنسجة الثدي المتنية (الداخلية)، وقطع وإعادة تحجيم الغلاف الجلدي، ونقل معقد الحلمة والهالة إلى أعلى في نصف كرة الثدي. تُحدد درجة تدلي الثدي لكل ثدي من خلال موضع معقد الحلمة والهالة (NAC) على نصف كرة الثدي. يُقاس تدلي الثدي باستخدام مقياس درجة ريغنولت المعدل للتدلي.
مقياس ريغنولت لتدلي الثدي
- الدرجة الأولى: تدلي الثدي الخفيف: تقع الحلمة أسفل الطية تحت الثدي (IMF)، لكنها ما تزال موجودة فوق القطب السفلي للثدي.
- الدرجة الثانية: تدلي الثدي المعتدل: تقع الحلمة أسفل الطية تحت الثدي، مع تدلي بعض أنسجة الثدي في القطب السفلي أسفل الحلمة.
- الدرجة الثالثة: تدلي الثدي المتقدم: تقع الحلمة أسفل الطية تحت الثدي، وهي في أقصى توضع للثدي بالنسبة لجدار الصدر.
- الدرجة الرابعة: تدلي الثدي الشديد: تكون الحلمة أسفل الطية تحت الثدي بمسافة كبيرة نسبيًا، ولا يوجد أنسجة في القطب السفلي للثدي أسفل الحلمة.

نشر لورنس أنتوني كيروان نظام تصنيف بديل لتدلي الثدي في الحالات الطبيعية أو غير المكبرة، والهدف منه أن يكون أكثر ملاءمة من مقياس ريغنولت للتخطيط للعمل الجراحي.
اعتبارات إضافية لتثبيت أو رفع الثدي
ترهل الثدي الكاذب: الدلالة عليه هي ترهل جلد النصف السفلي (القطب السفلي) من الثدي، ويتميز بتوضع الحلمة إما في أو فوق الطية تحت الثدي. على هذا النحو، يكون الترهل الكاذب هو نتيجة طبيعية لضمور الغدد اللبنية بعد الولادة. تقع الحلمة إما في أو فوق الطية تحت الثدي، بينما يتدلى النصف السفلي من الثدي أسفل الطية. يحدث الترهل الكاذب عادة بعد توقف الأم عن الإرضاع نتيجة لضمور الغدد اللبنية، وبالتالي سينقص حجم الثدي، ويترهل الجلد المغلف له.
سوء التوزع المتني: يفتقر الجزء السفلي من الثدي إلى الامتلاء، وتكون الطية تحت الثدي عالية جدًا تحت نصف كرة الثدي، ومركب الحلمة والهالة قريب من الطية تحت الثدي. تشير مثل هذه الدلائل على سوء توزيع الأنسجة المتني إلى تشوه في النمو.